# Triênio
Triênio (português brasileiro) ou triénio (português europeu) é uma medida de tempo equivalente a três anos. Etimologicamente, provém do prefixo tri (três) e do vocábulo latino anno (ano).
Um triênio é igual a:
- aprox. 33% – anos bissextos
- 3 – anos
- 18 – bimestres
- 12 – trimestres
- 6 – semestres
- 36 – meses
- 78 – quinzenas
- 156 – semanas
- 1 095 – dias
- 26 280 – horas
- 1 576 800 – minutos
- 94 608 000 – segundos